# Paola Menacho
Paola Menacho (* 1982 oder 1983 in Santa Cruz de la Sierra, Departamento Santa Cruz) ist eine bolivianisch-kolumbianische Fernsehmoderatorin, Schauspielerin und Model.

## Leben
Menacho wuchs in unmittelbarer Nähe zum Amazonas-Urwald auf. Ihre Mutter war Inhaberin eines Tanzstudios, sodass sie dort viele Tänze lernte. Sie studierte Theater und Kommunikation an der Universität von Santa Cruz und trat anschließend der Larca Theatre Group bei. Erste Arbeiten im Fernsehen übernahm sie als Reporterin für Expo Cruz, einem bekannten bolivianischen TV-Entertainment-Magazin. Später moderierte sie mit Carnivale with Paola ihr eigenes Fernsehformat auf MTV Latin America. Nach ihrem Umzug in den Norden der Vereinigten Staaten, wirkte sie an Theaterstücken wie Hello Dolly und A Christmas Carol mit. Sie war in Musikvideos unter anderen von Gwen Stefani, OutKast, Sisqó, Master P und Westside Connection zu sehen. Es folgten erste nationale Werbespots für Coffee Mate. Sie erhielt ihren Bachelor of Fine Arts in Theater an der University of North Carolina und einen Bachelor of Arts in Filmregie an der Los Angeles Film School. Im Jahr 2020 gründete sie ihre Filmproduktionsfirma PM Film.
Sie lebt mit ihrer Familie in Los Angeles und arbeitet ehrenamtlich beim Alexandria Home, einer Wohltätigkeitsorganisation für obdachlose, missbrauchte oder in kritischem Zustand befindliche Frauen.
Neben dem Theaterschauspiel tritt sie auch für Fernseh- und Filmproduktionen als Schauspielerin in Erscheinung. Sie begann Anfang der 2000er ihre Filmkarriere in Südamerika. Von 2007 bis 2008 übernahm sie in zwei Episoden der Fernsehserie Alle hassen Chris die Rolle einer Lateinamerikanerin. 2017 übernahm sie im Katastrophenfilm Oceans Rising von The Asylum die Rolle der Marjorie.

## Filmografie (Auswahl)
- 2005: El mariachi negro (Kurzfilm)
- 2006: The Spot
- 2007: Tres (Kurzfilm)
- 2007–2008: Alle hassen Chris (Everybody Hates Chris) (Fernsehserie, 2 Episoden)
- 2008: The Closer (Fernsehserie, Episode 4x05)
- 2008: Electronica 2 (Kurzfilm)
- 2008: An Urgent Announcement from the GCPFRC (Kurzfilm)
- 2009: Roommates (Fernsehserie, Episode 1x12)
- 2011: Rift
- 2016: Everlasting
- 2017: Oceans Rising
- 2019: PINK AF Sketch Comedy (Fernsehserie)